# يوشيو آبي
يوشيو آبي (باليابانية: 阿部余四男) (و. 1891 – 1960 م) هو عالم حيواني، من اليابان، توفي عن عمر يناهز 69 عاماً.